# 叔鞅
叔鞅（？—前519年），中国春秋时期鲁国的大夫，他是魯文公之子叔肸的玄孫，子叔声伯的曾孙、叔老之孙、叔弓之子。
前520年（鲁昭公二十二年）六月，叔鞅到京师，参与安葬周景王，叔鞅从京师回到鲁国，说起王室动乱，闵马父说：“王子朝必不能得胜，亲附他的人，都是上天所弃的。” 前519年（鲁昭公二十三年）正月癸丑，叔鞅卒。